# Comics Code
Comics Code ist die Bezeichnung für eine Liste von Vorgaben für Comics, die 1954 im Rahmen der Selbstkontrolle von der Comics Magazine Association of America, einer Vereinigung der US-amerikanischen Comicverleger, erstellt wurde. Sie stellte faktisch eine Selbstzensur der US-Comicindustrie dar.
Zunächst im Laufe der Zeit neuen Entwicklungen angepasst, wurde der Comics Code durch den allmählichen Ausstieg aller großen US-Comicverlage Anfang 2011 überflüssig.

## Öffentlicher Protest gegen Comics
Als nach dem Zweiten Weltkrieg in Amerika zunehmend Comics erschienen, die für erwachsene Leser konzipiert waren und teilweise auch Themen wie Sex, Gewalt und Straftaten behandelten, wurde der öffentliche Widerstand gegen die „verderblichen“ Comics entfacht. Elternverbände, Lehrer und Politiker protestierten auf Kundgebungen gegen Comics. Sie sahen in ihnen den Auslöser für die Abgestumpftheit der Jugend, moralischen Verfall und Sittenlosigkeit.
Die Comicgegner wandten sich vor allem gegen Horror-Comics, sogenannte Crime-Comics und die Darstellung von Sex und sahen die Heranwachsenden als einzige Zielgruppe für Comics. Bestärkt wurden sie durch Radio- und Fernsehsendungen, in denen die Argumente aufgegriffen wurden und wissenschaftlich belegt werden sollten. Die erste solcher Sendungen war im März 1948 eine Ausstrahlung der ABC mit dem Titel What's wrong with the comics?. Ein Symposium unter dem Vorsitz von Fredric Wertham, dem Leiter einer psychiatrischen Klinik, postulierte aufgrund der Befragung einer Gruppe von jugendlichen Straftätern einen direkten Zusammenhang zwischen Comics und Jugendkriminalität. Hierbei wurde allerdings nicht berücksichtigt, dass nahezu jeder Jugendliche auch Comicleser war und die tatsächliche Anzahl der Straftaten von Jugendlichen im Beobachtungszeitraum gesunken war. Wertham griff das Thema später in seinem Buch Seduction of the Innocent (Verführung der Unschuldigen) wieder auf, in dem er Comicverleger als „Verbündete des Teufels“ bezeichnete. Das Buch entwickelte sich zu einem Bestseller, wurde in der Öffentlichkeit stark diskutiert und galt als „Pflichtlektüre“ konservativer Politiker.
Um die Schlussfolgerungen Werthams zu verifizieren, wurde das Subkomitee des amerikanischen Senats zur Untersuchung von Jugendkriminalität in den USA unter der Leitung von Senator Estes Kefauver ins Leben gerufen, das zwei seiner Anhörungen 1954 im Fernsehen übertragen ließ. Kefauver befragte Mitarbeiter von Comicverlagen, so auch den Herausgeber Bill Gaines, der mit Comics wie Geschichten aus der Gruft sehr erfolgreich war. In der Sendung konfrontierte Kefauver den Verleger mit dem Titelblatt von Crime SuspenStories 22, auf der man den Ausschnitt eines Mannes sieht, der in einer Hand eine blutige Axt und in der anderen einen abgeschlagenen Frauenkopf hält. Gaines war zwar in der Lage, auf die Fragen von Kefauver zu antworten, brachte sich selbst und damit die ganze Branche aber durch seine süffisante, leicht überhebliche Art mit den Horrorgeschichten umzugehen, in Misskredit. Durch die Ausstrahlung wurde erneut eine Welle des Protestes erzeugt, die dazu führte, dass Comichändler verschiedene Comics aus dem Programm nahmen. In mehreren Städten wurden Comics öffentlich verbrannt, und Forderungen nach staatlicher Zensur wurden laut.

## Comics Code Authority
Unter diesem Druck gründeten die Comicverleger im September 1954 die Comics Magazine Association of America (CMAA) mit dem Ziel, eine eigene Selbstkontrolle einzurichten. Am 26. Oktober 1954 wurde zur Prüfung von Comics die Comics Code Authority (CCA) eingerichtet. Sie entwickelte einen Katalog von Vorgaben, den Comics Code, dem jeder veröffentlichte Comic genügen musste.

### Einschränkungen
Der Comics Code setzte die Forderungen der Öffentlichkeit nahezu vollständig um. Nacktheit durfte nicht mehr dargestellt werden, Worte wie Horror und Terror durften nicht mehr Namensbestandteil sein, Sympathie für Verbrecher oder die Methoden und die Ausführung eines Verbrechens durften nicht gezeigt werden. Auch Drogenkonsum, Homosexualität, Scheidungen oder Flüche durften in einem Comic nicht vorkommen.

### Prüfung
Alle Comics mussten vor der Veröffentlichung bei der CCA zur Prüfung eingereicht werden. Nach einem positiven Ergebnis erhielt der Comic ein Prüfsiegel, das ähnlich einer Briefmarke aufgebaut war und den Text Approved by the Comics Code Authority trug. Comics ohne dieses Siegel hatten nahezu keine Chance, in den Verkauf zu gelangen, in einigen Städten stand der Verkauf ungeprüfter Comics unter Strafe.

### Ideelle Folgen für die Entwicklung des Comics
Der Comics Code schränkte die gestalterischen Möglichkeiten von Comiczeichnern und -autoren sehr stark ein. Alle bisherigen Versuche, das Medium auch für erwachsene Leser attraktiv zu gestalten, wurden durch die Restriktionen eingefroren. Die Verleger wandten sich verstärkt an jugendliche Leser und veröffentlichten hauptsächlich Funny-Comics oder Abenteuergeschichten.

### Wirtschaftliche Folgen für die Entwicklung des Comics
Beobachter machten den Comics Code für den Konkurs von Comicverlagen verantwortlich. Der Markt für Comichefte schrumpfte von monatlich 650 Heften auf monatlich 300 Veröffentlichungen. Auch Bill Gaines musste Tales from the Crypt im März 1955 einstellen, und viele andere bisher erfolgreiche Heftreihen seines Verlages konnten aufgrund ihrer Titel wie beispielsweise The Vault of Horror nicht weiter veröffentlicht werden.

### Lockerung des Comics Code
Auf Anregung des US-Gesundheitsministeriums schrieb Stan Lee 1971 für Marvel drei Spider-Man-Hefte (Amazing Spider-Man Nr. 96–98), die die Folgen und Probleme von Drogenmissbrauch darstellten, um junge Leser über die Gefahren aufzuklären. Da Drogenmissbrauch entsprechend dem Comics Code in Comics aber grundsätzlich nicht thematisiert werden durfte, vergab die CCA kein Prüfsiegel. Der Verlag beschloss jedoch mit Zustimmung des Gesundheitsministeriums, die Hefte trotzdem zu veröffentlichen, und unterlief damit die Selbstkontrolle des Comics Code. Die CCA musste die Richtlinien anpassen und zeitgemäß lockern, um weiterhin handlungsfähig zu bleiben.
Mitte der 1980er Jahre begannen zunächst Kleinverlage wieder damit, echte Comics für Erwachsene zu veröffentlichen. Um die Beschränkungen des Comic Codes zu umgehen, erschienen die Hefte im Selbstverlag und wurden direkt an die Endkunden weitergegeben. Auch Großverlage griffen daraufhin das Thema wieder auf, so erschien bei DC Comics das Epos Batman – Die Rückkehr des Dunklen Ritters, das von Beginn an auf erwachsene Leser ausgerichtet war. Weitere Veröffentlichungen folgten, und die Vertriebswege wurden dahingehend umgestellt, dass Comics weniger an Kiosken, sondern eher in Buchhandlungen oder im Direktvertrieb verkauft wurden.
Im Jahr 1989 fand eine weitere Anpassung des Comics Code statt (z. B. durfte Homosexualität wieder thematisiert werden), und die Beschränkungen für den Verkauf von Comics ohne Prüfsiegel wurden aufgehoben.

### Das Ende des Comics Code
Die Anpassungen und Lockerungen des Comic Codes ließen seine Bedeutung immer weiter abnehmen. Viele Verlage wie etwa Vertigo Comics und Epic Comics reichten ihre Comics erst gar nicht zur Prüfung ein, sondern wählten den Weg des Direktvertriebs. In den 1990er-Jahren legte Milestone Media zwar alle Comics der CCA zur Begutachtung vor, veröffentlichte sie dann aber unabhängig von deren Bewertung.
Der Marvel-Verlag gab 2001 bekannt, seine Comics nicht mehr von der CCA prüfen zu lassen, sondern mit einer eigenen Kennzeichnung nach Altersgruppen zu versehen. Im Laufe des Jahres 2010 verabschiedete sich Bongo Comics ohne großes Aufsehen vom Comics Code, und DC Comics und Archie Comics – die letzten beiden großen US-Comicverlage, die noch am Comics Code festhielten – verkündeten ihre Abkehr von der CCA Anfang 2011.

### Das Urheberrecht des Comics-Code-Siegels
Im September 2011 gab der Comic Book Legal Defense Fund bekannt, das Urheberrecht für das Comics-Code-Siegel erhalten zu haben. Das Siegel wird vom CBLDF für Merchandise verwendet und soll an eine Zeit schärferer Kontrollen erinnern.